# أثر جائحة فيروس كورونا على صناعة الطيران

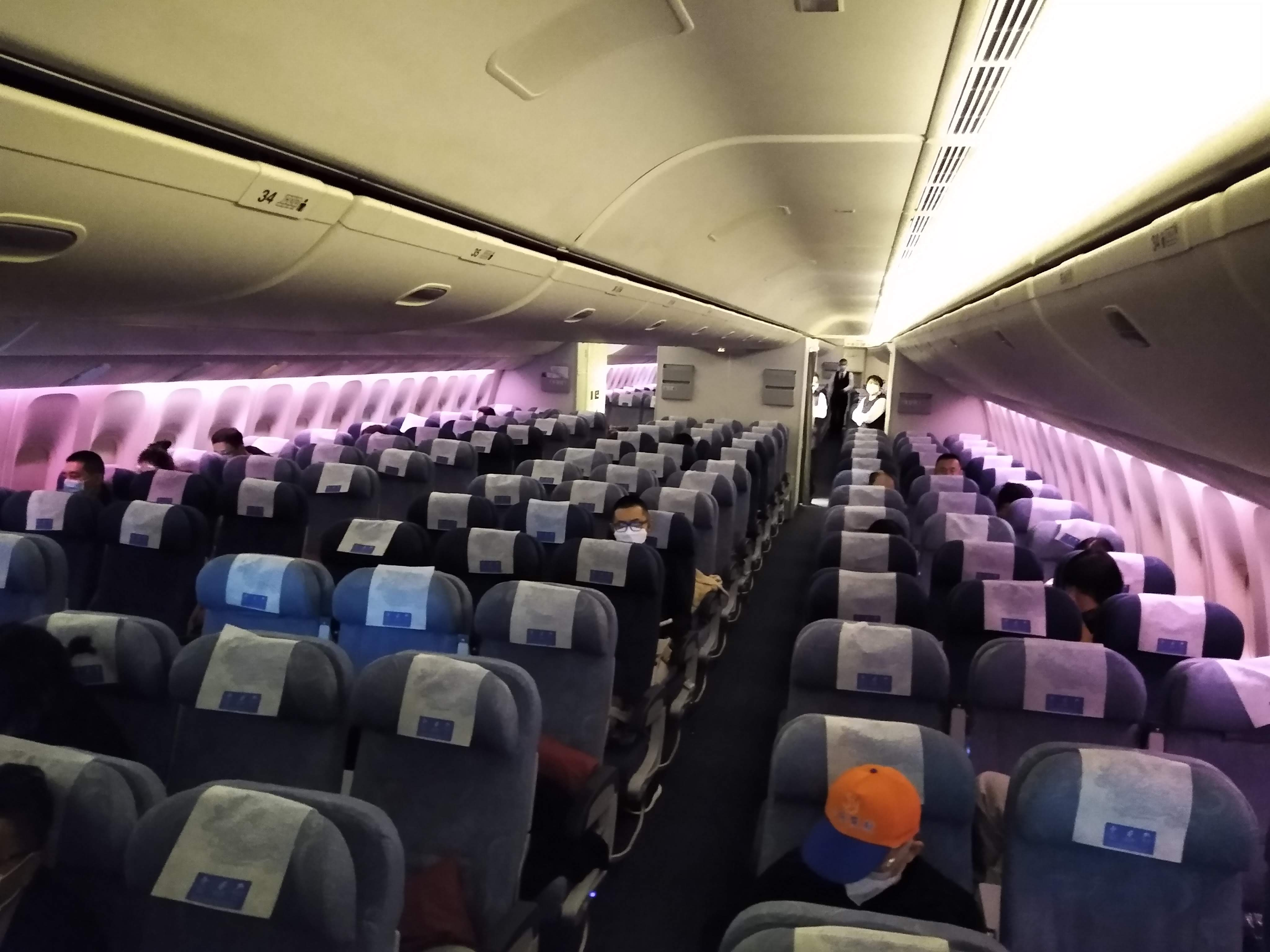
طائرة شبه فارغة من بكين إلى لوس أنجلوس في مارس 2020

أثرت جائحة كوفيد-19 بشكل كبير على قطاع الطيران بسبب فرض قيود السفر وتراجع الطلب بين المسافرين. أدى النقص الهام في أعداد الركاب إلى إلغاء رحلات الطيران أو القيام برحلات فارغة بين المطارات، ما خفض كثيرًا من عائدات شركات الطيران، وأجبر العديد منها على تسريح موظفيها أو إعلان إفلاسها.
حاولت بعض الشركات التهرب من رد الرسوم المدفوعة إلى المسافرين الذين أُلغيت رحلاتهم لتخفيف خسائرها، وسرحت شركات تصنيع الطائرات ومشغلو المطارات أيضًا عددًا من الموظفين، ووفقًا لبعض المعلقين، تُعتبر الأزمة التي تبعت الجائحة أسوأ ما واجهه قطاع الطيران في تاريخه.

## إلغاء رحلات الطيران
تفرض اللوائح الحكومية في أوروبا والولايات المتحدة على شركات الطيران رد رسوم الرحلات عند إلغائها، لكن الشركات تمنح المسافرين أحيانًا قسائم أو ائتمانات سفر صالحة حتى نهاية العام (مددت بعض الخطوط صلاحية القسائم حتى مايو 2022)، ورغم مناشدات الجهات الضاغطة كي تسمح اللوائح التنظيمية بائتمانات السفر، أكدت وزارة النقل الأمريكية أن الشركات ملزمة برد أجور الرحلات الملغاة. سُمح للشركات حاليًا باستخدام قسائم السفر عندما يُلغي المسافرون الرحلة بسبب تحذيرات السفر أو أوامر البقاء في المنزل والقيود الأخرى.
شهدت بداية مارس 2020 إلغاء 10% من الرحلات مقارنةً مع عام 2019، ومع تقدم الجائحة، انخفضت حركة الطيران في أواخر مارس بنسبة 40-60%، وكانت الرحلات الدولية المتضرر الأكبر. قُيدت 80% من رحلات الطيران في جميع المناطق بحلول شهر أبريل. يُظهر أحد الأبحاث أن استعادة الطلب على مقاعد السفر إلى مستويات ما قبل جائحة كوفيد-19 يحتاج إلى 2.4 سنة (أي في نهاية 2022)، وأفضل التقديرات يأمل بتعافي قطاع الطيران في غضون سنتين (في منتصف 2022)، وأكثرها تشاؤمًا يتنبأ بالتعافي في غضون 6 سنوات (في 2026).
ظهرت تباينات واسعة بين الأقاليم المختلفة، إذ حظيت منطقة آسيا والمحيط الهادئ بأقصر متوسط تعافٍ تقديري يقارب 2.2 سنة، تلتها أمريكا الشمالية بمتوسط سنتين ونصف، وأوروبا بمقدار 2.7 سنة. من المتوقع أن تعود طلبات الشحن الجوي العالمي إلى سابق عهدها خلال مدة أقصر تُقدر بـ 2.2 سنة مقارنةً مع الطلب على رحلات الركاب. على المستوى الإقليمي، تتقارب أوروبا وأمريكا الشمالية بمتوسط مدة استعادة الحركة الطبيعية التي تبلغ 2.2 سنة، بينما قد تستغرق آسيا والمحيط الهادئ زمنًا أقصر يبلغ 2.1 سنة.

## الشحن الجوي
تغيرت تكلفة نقل الشحنات سريعًا مع إلغاء رحلات الركاب، إذ تضاعفت تكلفة إرسال الشحنة عبر المحيط الهادئ ثلاث مرات مع نهاية مارس.
هبطت سعة الشحن المعدلة بنسبة 4.4% في فبراير، وانخفض الطلب على الشحن الجوي بنسبة 9.1%، لكن التوقف شبه التام في حركة المسافرين فاقم تناقص السعة لأن نصف الحمولة الجوية العالمية تُنقل ضمن طائرات الركاب. ارتفعت أسعار الشحن الجوي للشحنات عبر الأطلسي نتيجة ذلك من 0.80 دولار للكيلوغرام إلى 2.50-4 دولار للكيلوغرام، ما أغرى خطوط نقل الركاب لإرسال رحلات مخصصة للشحن، بينما أعادت خطوط طيران الشحن الطائرات المخزنة المهدرة للوقود إلى الخدمة، إذ شجعها على ذلك انخفاض أسعار النفط.
في نهاية مارس، انخفضت سعة الشحن بنسبة 35% مقارنةً مع العام السابق: إذ انخفضت سعة الشحن من أمريكا الشمالية إلى آسيا-المحيط الهادئ بنسبة 17% (19% في الاتجاه المعاكس)، ومن آسيا-المحيط الهادئ إلى أوروبا بنسبة 30% (32% في الاتجاه المعاكس)، وضمن آسيا بنسبة 35%. انخفض الطلب في مارس بنسبة 23% متخلفًا عن انخفاضات السعة، ما أدى إلى ارتفاع أعلى في أسعار الشحن: إذ تجاوز ارتفاع الأسعار بين 2 مارس و6 أبريل 158% من الصين/هونغ كونغ إلى أوروبا، و90% من الصين/هونغ كونغ إلى أمريكا الشمالية.
قد يتلاشى نقص الشحن إذا خفضت الأزمة الاقتصادية العالمية من الطلب: إذ تكهنت منظمة التجارة العالمية بانكماش تجاري بنسبة 13-32% في عام 2020.
توقف البريد الدولي بين العديد من البلدان بشكل كامل، إما نتيجة تعليق الخدمات المحلية أو نقص وسائل النقل.

## طيران رجال الأعمال
كان طيران رجال الأعمال أقل تأثرًا من حركة الطيران العادية، إذ يُعتبر سفر كبار المدراء التنفيذيين أمرًا ضروريًا. أفاد مطار لندن بيغين هيل أن مستوى حركة السفر يقارب 30% من مستويات عام 2019، مع ازدياد قوة الحركة على الخطوط المارة عبر الأطلسي. حالما خُففت قيود الإغلاق، حظي طيران رجال الأعمال بفرصة انتقاء الركاب المميزين الذين ربما اختاروا خطوطًا جويةً مسبقًا، لكنهم قد يفضلون التباعد الاجتماعي الذي تقدمه الطائرات الخاصة.
ازداد استخدام الطيران المؤجر في الولايات المتحدة كثيرًا في شهر فبراير ومارس بسبب اختصار شركات الطيران جداول رحلاتها، ما جعل الرحلات الاقتصادية غير متوقعة، لكن بعض مشغلي الرحلات المؤجرة مثل شركة جيت سويت شهدت تدهورًا عنيفًا في أعمالها بسبب تطبيق أوامر البقاء في المنزل في أبريل على نطاق واسع.

## حركة الطيران
في الخامس من مارس 2020، قدر اتحاد النقل الجوي الدولي (آي إيه تي إيه) خسائر قطاع الطيران بين 63 و113 مليار دولار أمريكي من العائدات بسبب تناقص أعداد الركاب. قدر الاتحاد سابقًا خسائر الإيرادات بما يقارب 30 مليار دولار قبل أسبوعين من التقييم الذي صرح به في الخامس من مارس، وبحلول 17 مارس، صرح اتحاد النقل إن تقدير الخامس من مارس أصبح عديم القيمة، وإن شركات الطيران ستحتاج كفالات إنقاذ مالية بمقدار 200 مليار دولار لتنجو من هذه الأزمة. عدل اتحاد النقل الجوي الدولي تقديره لخسائرالإيرادات في الرابع والعشرين من مارس ليصبح 252 مليار دولار على مستوى العالم، بارتفاع بلغ 44%. نُشر تقدير آخر في 14 أبريل تنبأ بنقص العائدات بمقدار 314 مليار دولار (55%) وانخفاض حركة السفر بنسبة 48% من عدد الركاب في عام 2020.
بعد هذه الخسائر الكبيرة والمفاجئة في إيرادات قطاع الطيران، امتعنت الشركات عن إعادة رسوم الرحلات الملغاة والتذاكر للحفاظ على أموالها رغم وجود لوائح حكومية تمنع ذلك. نجحت شركات الطيران الأوروبية في مفاوضاتها لتأجيل دفع نحو 1.2 مليار دولار من رسوم المراقبة الجوية.
أفادت شركة أوليفر ويمان أن شركات الطيران الآسيوية خفضت سعة حمل الركاب (أميال المقاعد المتاحة) بنسبة 23% في مارس 2020. في أوروبا، كان من المتوقع أن تسرع الفاشية من اندماج الشركات في قطاع الطيران، وفقًا لاستشارات مركز طيران آسيا والمحيط الهادئ، ستفلس أغلب شركات الطيران بحلول نهاية مايو 2020.
ارتفع الطلب على السفر الجوي بنسبة 2.4% في يناير 2020 مقارنةً مع نفس الفترة من العام السابق، وهذا أدنى ارتفاع له منذ ثوران إيافيالايوكل 2010، رغم أن مشاكل السفر الناجمة عن فيروس كورونا لم تبدأ حتى أواخر يناير. بحلول شهر مارس، تراجعت أعداد رحلات الطيران، إذ بلغ عددها 280,000 بين 24 و 30 مارس 2020 مقارنةً مع ما يقارب 780,000 رحلة في الفترة ذاتها من العام السابق.
رغم قلة الركاب، أجبرت اللوائح المتعلقة بالحيز الزمني لإقلاع الرحلات شركات الطيران البريطانية على القيام برحلات فارغة إلى المطارات الأوروبية في البداية لتجنب خسارة حيزها الزمني. لم يعوض انخفاض أسعار الوقود  (بسبب حرب أسعار النفط بين روسيا والمملكة العربية السعودية) بمقدار الربع عن انخفاض الطلب. أشارت خدمة جوجل تريندز إلى تلقي أقسام خدمة الزبائن في شركات الطيران أعلى معدلات البحث على الإنترنت بين فبراير ومارس 2020 مقارنةً بأي قسم خدمة آخر خلال الفترة السابقة.
توقع المحللون تناقص حجم أساطيل الطيران نتيجة الانكماش، وأشاروا إلى إمكانية تطبيق ذلك عبر تحديث الأساطيل من خلال تسريع خروج الطائرات القديمة عن الخدمة والإبقاء على عمليات تسليم النماذج الجديدة الموفرة للوقود كما هو مخطط، أو الاحتفاظ بالطائرات القديمة وتخفيض النفقات الرأسمالية على الطائرات الجديدة.
بحلول منتصف أبريل، ارتفع عدد الطائرات غير المستخدمة من الأسطول إلى 14,400، وهذا يزيد عن ثلثي عدد طائرات الركاب العاملة على الخطوط الرئيسية التي تبلغ 22,000، وبقيت 7,635 منها قيد التشغيل: توجد أغلب الطائرات الخارجة عن الخدمة في أوروبا، حيث تعمل أقل من 15% منها مقارنةً مع أمريكا الشمالية (45%) أو آسيا (27%). بناءً على ذلك، ارتفع الطلب على تخزين الطائرات إلى درجة إغلاق مدارج الهبوط وطرق تدريج الطائرات في المطارات المزدحمة عادةً مثل مطار فرانكفورت ومطار هارتسفيلد جاكسون أتلانتا الدولي لتوفير مجال للتخزين.
في أبريل، هبطت سعة سفر الركاب عالميًا بنسبة 91%، وتوقعت منظمة الطيران المدني الدولي (الإيكاو) انخفاضًا في عدد المسافرين بمقدار 1.2 مليار بحلول سبتمبر 2020 مقارنةً بالأرقام السنوية الاعتيادية، ما يعني هبوط العائدات بمقدار 160-253 مليار دولار لأول تسع أشهر في سنة 2020. بينما تدين شركات الطيران الأوروبية بعشرة مليارات دولار لركاب الرحلات الملغاة، يتوقع اتحاد النقل الجوي الدولي هبوطًا في العائدات بنسبة 55% مقارنةً بعام 2019، أي ما يعادل 89 مليار دولار، وبكلفة 452 مليار دولار على المجال الاقتصادي الأوسع. تتوقع شركة بوينغ عودة حركة السفر إلى مستويات 2019 في غضون سنتين إلى ثلاث سنوات، لكنها ترى أن الإنتاج سيستغرق فترةً أطول.
يقدر مجلس المطارات الدولي تناقص عدد الركاب في 2020 بمقدار 4.6 مليار، متراجعًا من 9.1 مليار في عام 2019. يتوقع اتحاد النقل الجوي الدولي انخفاض إيرادات الكيلومتر للراكب بمقدارنصف إيرادات 2019 (عدا أمريكا الشمالية التي انخفضت عائداتها بمقدار 36%)، أي 314 مليار دولار، ما يعادل 55%. تنبأ الاتحاد بتباطؤ التعافي الاقتصادي للسفر الجوي ليستغرق سنتين: إذ ستبقى حركة الطيران في عام 2021 أقل بنسبة 24% من عام 2019، وستستغرق العودة إلى مستويات 2019 حتى الفترة الممتدة بين 2023-2025.
بحلول يونيو 2020، توقع اتحاد النقل الجوي الدولي أن تبلغ خسارة شركات الطيران الصافية الإجمالية 84,3 مليار دولار سنويًا، وهذا تجاوز الخسارة التي حدثت خلال الأزمة الاقتصادية لعامي 2008-2009، والتي بلغت 30 مليار دولار، ومن المتوقع أن تستمر الخسائر في عام 2021.
بحلول منتصف أبريل، وُضعت 14.500 طائرة تعمل على الخطوط الرئيسية ضمن حظائر الطائرات، وبقيت 7,400 في الخدمة، أي ما يعادل ثلث أسطول الطائرات، أما شركات النقل الأوروبية فقد تلقت ضربةً أكبر، إذ لم يبق في الخدمة سوى خمس أسطول الطائرات، إذ كان تعداد الطائرات العاملة سابقًا 20,200 مع وجود 1,800 طائرة فقط في المخازن. بحلول منتصف يونيو، بلغ عدد الطائرات المخزنة 10,500 مقابل 11,500 قيد الخدمة، بمتوسط استخدام يومي أقل بنسبة 35% من عام 2019، وحلت شركات طيران آسيا-المحيط الهادئ أولًا بنسبة تقارب 75% من طائراتها قيد العمل، تلتها أمريكا الشمالية التي بقيت نصف طائراتها في المخازن، ثم أوروبا التي تقبع ثلث طائراتها ضمن المخازن. هبطت خدمات توصيل الطائرات الكبرى من 90-100 طائرة شهريًا إلى متوسط يقل عن 40 في النصف الأول من 2020.

### أثر الجائحة حسب خطوط الطيران
- الخطوط الجوية الفرنسية - كيه إل إم - صرّح رئيس مجلس إدارة الخطوط الجوية الفرنسية – كيه إل إم، بنجامين سميث، في تسجيل فيديو للموظفين بأن الوضع الحالي «لم يسبق له مثيل». وذكرت صحيفة فاينانشال تايمز أن الحكومة الفرنسية كانت تستكشف سبل تزويد شركة الطيران بالسيول النقدية.[37]
- طيران نيوزيلندا - خفضت شركة طيران نيوزيلندا من قدرتها على النقل لمسافات طويلة بنسبة 85%، وعلقت عدة مسارات طويلة. خُفِضت قدرة المسارات المحلية بنسبة 30%، ووضعت الشركة نفسها في حالة توقف تجاري.[38]
- أليتاليا - تسارعت عملية حسومات الخطوط الجوية الإيطالية الوطنية (أليتاليا) في إيطاليا، مع تقليص الحكومة الإيطالية للموعد النهائي للمستثمرين المهتمين بتقديم العروض من 31 مايو إلى 18 مارس.[39] بين الأسبوعين الثاني والتاسع من مارس –عندما أعلنت الحكومة الإيطالية عن إغلاق وطني تام– انخفضت قدرة أليتاليا للرحلات الدولية بنسبة 22%.[40]
- الخطوط الجوية الأمريكية - خفضت الخطوط الجوية الأمريكية في مارس 2020 الرحلات الدولية بنسبة 10 % (55 % للمسارات عبر المحيط الهادئ) والرحلات المحلية بنسبة 7.5%.
- الخطوط الجوية البريطانية - أبلغ المدير التنفيذي لشركة الخطوط الجوية البريطانية -آلكس كروز- الموظفين أن شركة الخطوط الجوية البريطانية تواجه أزمة أسوأ من تبعات تفشي فيروس سارس أو هجمات 11 سبتمبر. وكتب «قد تضيع الوظائف؛ ربما فترة قصيرة، وربما على المدى الطويل».[41]
- كاثي باسيفيك - ألغت شركة كاثي باسيفيك ثلاثة أرباع رحلاتها في مارس 2020، مقارنةً مع التوقعات الأولية بإلغائها الرحلات بنسبة 40%.[42]
- خطوط دلتا الجوية - أعلنت خطوط دلتا الجوية في مارس 2020 عن أنها ستخفض الرحلات الدولية بنسبة 20-25% والرحلات المحلية بنسبة 10-15%. جمدت أيضًا المزيد من عمليات التوظيف وعلقت عمليات إعادة شراء الأسهم. وأفادت شركة الطيران في مارس عن انخفاض في الحجوزات بنسبة 25%، ولاحظ الرئيس التنفيذي إد باستيان أن حجم الضربة التي أصابت طلب المسافرين كانت مماثلة لتأثير هجمات 11 من سبتمبر على حركة الطيران.[43]
- الخطوط الجوية الفنلندية - في مارس 2020، أعلنت الخطوط الجوية الفنلندية الوطنية (فين إير) عن بدء مفاوضات حول تسريح جميع موظفيها لفترات قصيرة. بحلول 10 مارس، ألغت 3800 رحلة من رحلاتها في عام 2020 وأعلنت فين إير أنها ستخفّض الرحلات الجوية إلى الوجهات الأوروبية بنسبة 20%. وبحلول 16 مارس، أتبعت فين إير بإعلان عن خفض قدرتها على تسيير الرحلات الجوية بنسبة 90% بدءًا من 1 أبريل.[44]
- فلاي بي - دخلت شركة الطيران البريطانية «فلاي بي»، التي كانت تعاني مشاكل مالية قبل تفشي الفيروس، في سلطة الإدارة البريطانية في 5 مارس 2020 بسبب آثار فيروس كورونا.[45]
- الخطوط الجوية الدولية - أعلنت مجموعة الخطوط الجوية الدولية (متضمنةً الخطوط الجوية البريطانية  وإيبيريا وأير لينغس) عن انخفاض بنسبة 75% في قدرة نقل الركاب مدة شهرين في منتصف مارس 2020. وصرّح الرئيس التنفيذي فيلي والش «لا يوجد ضمان حول قدرة العديد من شركات الطيران الأوروبية على البقاء».[46]
- خطوط جيت بلو الجوية - خفضت خطوط جيت بلو الجوية قدرتها على تسيير الرحلات بنسبة 5% وتقول إن انخفاض الطلب أسوأ من هجمات 11 سبتمبر.
- كوريا للطيران - حظرت شركة كوريا للطيران أربعة أخماس رحلاتها الدولية.
- آير شاتل - ألغت شركة آير شاتل النرويجية 85% من رحلاتها وسرّحت 90% من موظفيها مؤقتًا.[47]
- الخطوط الجوية الفلبينية - ألغت الخطوط الجوية الفلبينية 69 رحلة أسبوعية إلى الصين و17 رحلة أسبوعية إلى كوريا الجنوبية، في حين حاولت استكشاف مسارات جديدة إلى أستراليا وماليزيا وإندونيسيا في سبيل تعويض خسائر العائدات المفقودة.[48]
- كانتاس - خفّضت خطوط كانتاس من قدرتها على تسيير الرحلات الدولية بنحو 25%، وأوقفت ثماني طائرات من طائراتها العشرة من طراز إيرباص إيه 380.
- رايان إير - نشرت شركة رايان إير مذكرة داخلية تخبر الموظفين أنها قد تُضطر أن تلزمهم بإجازة غير مدفوعة بسبب التعديلات في جدولة الرحلة.[43]
- خطوط سبيريت الجوية - عملت خطوط سبيريت الجوية على تخفيض رسوم التذاكر حتى 70% وتخفيض قدرة تسيير الرحلات في أبريل 2020 بنسبة 5% تقريبًا.[49]
- الخطوط الجوية المتحدة - أعلنت الخطوط الجوية المتحدة أنها ستخفض قدرة تسيير الرحلات المحلية بنسبة 10%، وستخفض قدرة الرحلات الدولية بنسبة 20% في أبريل 2020. حصلت أيضًا على قروض بقيمة ملياري دولار أمريكي لتأمين احتياطاتها النقدية. ذكرت الخطوط الجوية المتحدة لاحقًا في 15 مارس 2020 أنها ستخفض ما نسبته 50% من قدرتها على تسيير الرحلات في أبريل ومايو 2020.[50]
- أفيانكا - في 10 مايو 2020 أعلنت شركة أفيانكا الكولومبية الإفلاس بموجب الفصل 11، لتصبح أولى شركات الطيران الكبرى في العالم التي تفشل نتيجة أزمة جائحة فيروس كورونا 2020.[51][52]
- طيران الإمارات - أعلن تيم كلارك رئيس شركة طيران الإمارات يوم 11 يوليو 2020 عزم الشركة تسريح ما يصل إلى 9000 موظف (ما يعادل 15% من إجمالي الموظفين) بسبب توقف النشاط الجوي بشكل شبه كلي جراء جائحة فيروس كورونا.[53]

## إلغاء رحلات الطيران
تلزم اللوائح الحكومية في أوروبا والولايات المتحدة شركات الطيران برد الرسوم عند إلغاء الرحلات، ولكن في الكثير من الحالات، تقدم شركات الطيران بدلًا من ذلك قسائم أو ائتمانات سفر التي يجب استخدامها بحلول نهاية العام. (وقد قامت بعض شركات الطيران بتمديد فترة القسيمة حتى أيار/مايو 2022). ورغم المناشدات التي وجهتها جماعات الضغط في الصناعة لتوسيع القواعد التنظيمية للسماح بائتمانات السفر، فقد كررت وزارة النقل الأميركية أن شركات الطيران ملزمة بتوفير المبالغ المستردة للرحلات الملغاة، ويُسمح حاليًا بقسائم السفر عندما يلغي الركاب خطط السفر بسبب تحذيرات السفر وأوامر الإقامة في المنزل والقيود الأخرى.
أُلغيت 10% من جميع الرحلات في أوائل آذار/مارس2020، مقارنة بعام 2019، ومع تقدم الوباء، سُجل انخفاض في عدد حركات الطيران بنسبة 40 إلى 60 في المائة في أواخر آذار/مارس حيث كانت الرحلات الجوية الدولية هي الأكثر تأثرًا، وقُيدت أكثر من 80% من حركات الطيران عبر جميع المناطق الجغرافية بحلول شهر نيسان/أبريل، بما في ذلك أمريكا الشمالية وأوروبا وآسيا وجميع القطاعات.

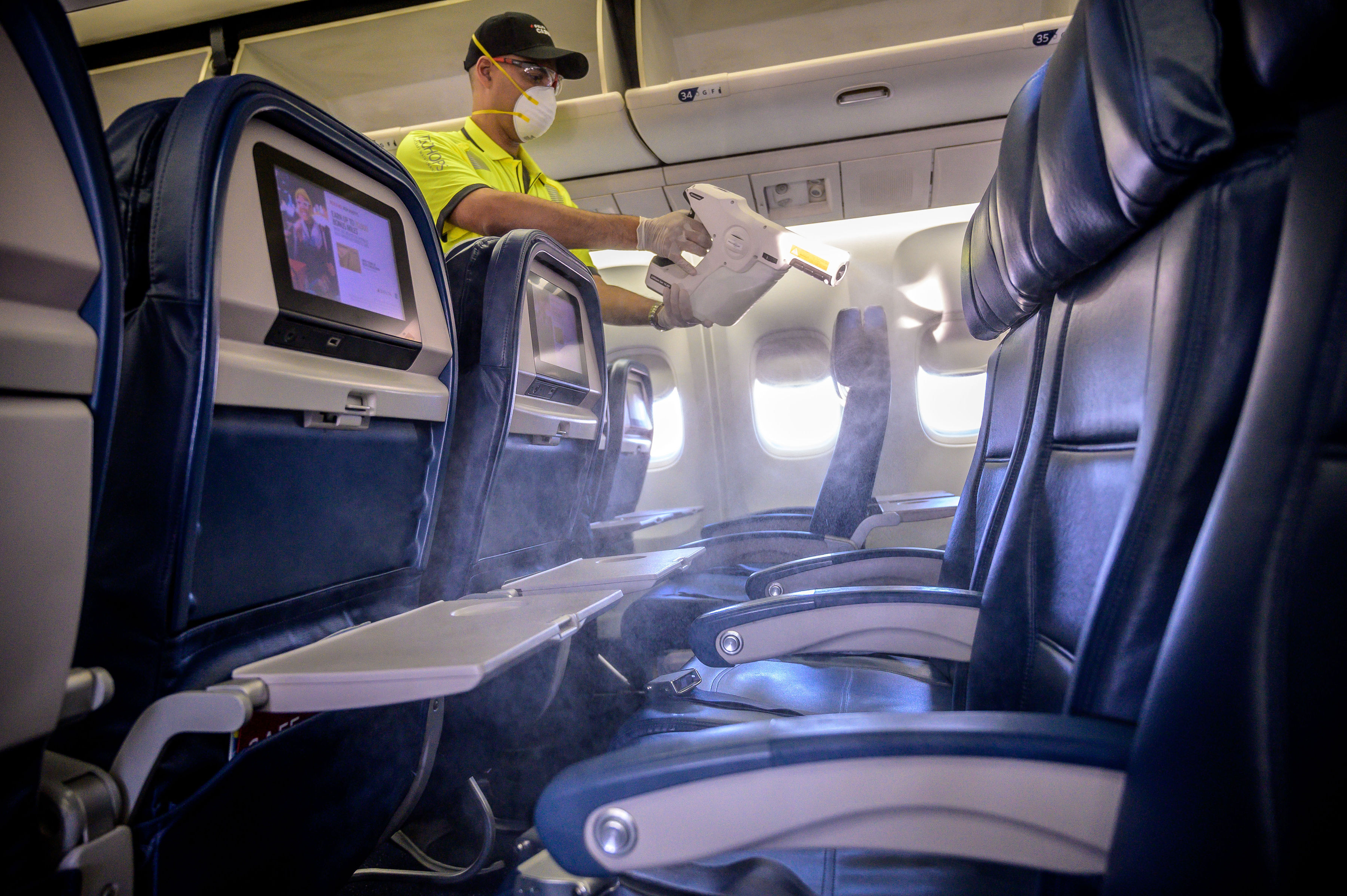
تطهير كابينة الطائرة

## الشحن الجوي
ومع إلغاء رحلات الركاب الجوية، تغيرت بسرعة تكلفة إرسال البضائع جوًا، وتضاعفت التكاليف الإرسال عبر المحيط الهادئ ثلاث مرات بحلول أواخر آذار/مارس.
وقد هبطت قدرة الشحن المعدلة بنسبة 4.4% في فبراير/شباط، في حين انخفض الطلب على البضائع الجوية بنسبة 9.1%، ولكن شبه توقف حركة الركاب أدى إلى خفض القدرة بشكل أعمق حيث تُنقل نصف الحمولة الجوية العالمية في أحزمة ركاب الطائرات، ونتيجة لذلك ارتفعت أسعار الشحن الجوي من 0.80 دولار للكيلوجرام الواحد من الشحنات عبر الأطلنطي إلى 2.50 دولار إلى 4 كيلوجرام، مما أغوي شركات الطيران للركاب على تشغيل رحلات الشحن فقط، في حين تقوم شركات الشحن بإعادة الطائرة المخزنة التي تعمل بالوقود إلى الخدمة مع انخفاض أسعار النفط.
انخفضت قدرة الشحن بنسبة 35% في نهاية مارس/آذار مقارنة بالعام السابق؛ حيث هبط الشحن الجوي من أميركا الشمالية إلى آسيا والمحيط الهادئ بنسبة 17% (19% في الاتجاه المعاكس)، وانخفض من آسيا والمحيط الهادئ إلى أوروبا بنسبة 30% (32% في الاتجاه المعاكس)، كما انخفض الشحن الجوي داخل آسيا بنسبة 35%، ومع تأخر في تخفيض القدرات، انخفض الطلب بنسبة 23% في مارس/آذار، مما أدى إلى ارتفاع أسعار الشحن من الصين/هونغ كونغ وإلى أوروبا بنسبة 158%، وبنسبة 90.5% إلى أميركا الشمالية بين 2 مارس/آذار و6 أبريل/نيسان.
وقد يتلاشى نقص البضائع إذا تسببت الأزمة الاقتصادية العالمية في خفض الطلب، حيث تتوقع منظمة التجارة العالمية انكماش التجارة العالمية بنسبة 13% إلى 32% في عام 2020.
كما توقف البريد الدولي بين بلدان كثيرة تمامًا، وذلك بسبب تعليق الخدمة المحلية أو بسبب نقص وسائل النقل.

## الطيران التجاري
وكان الطيران التجاري أقل تأثراً بحركة خطوط الطيران، حيث أن سفر كبار المسؤولين التنفيذيين كثيراً ما يعتبر أمرًا أساسيًا، وأفاد مطار لندن بيغين هيل أن حركة المرور بلغت حوالي 30% من مستويات عام 2019، مع حركة مرور قوية عبر الأطلنطي، وبمجرد تخفيف القيود المفروضة على الأغلاق الكامل، فإن الطيران التجاري لديه الفرصة لالتقاط المسافرين المميزين الذين ربما اختاروا شركات الطيران سابقًا، ولكنهم قد يفضلون التباعد الاجتماعي الذي توفره الطائرة الخاصة.
وقد زاد السفر بالطائرات الجوية المٌستاجَرة للولايات المتحدة بشدة في فبراير/شباط ومارس/آذار، مع خفض شركات الطيران للجداول المواعيد، مما يجعل الرحلات التجارية غير متوقعة بشكل متزايد، ومع ذلك، رأى بعض مشغلي الرحلات الجوية المٌستاجَرة مثل جيت سيوت (JetSuite) فيما بعد انخفاضًا حادًا في الأعمال التجارية حيث أن أوامر الإقامة في المنزل أصبحت سارية المفعول في أبريل/نيسان.

## أثر الجائحة حسب البلد
- الصين: أُلغي تقريبًا ثلثا الرحلات الدولية من الصين وإليها في فبراير 2020. وشهدت الرحلات بين اليابان والصين انخفاضًا بنسبة 60% في حركة المرور، في حين شهدت الولايات المتحدة والصين انخفاضا بنسبة 86%.[63] أُلغيَ أيضًا ثلثا الرحلات المحلية داخل الصين، إذ بلغ عدد الرحلات اليومية نحو 10 آلاف رحلة، ورغم هبوط أسعار التذاكر للرحلات المتبقية؛ ذكرت جريدة جنوب الصين الصباحية أن مقعدًا لرحلة تستغرق ثلاث ساعات بين مدينتي شنغهاي تشونغتشينغ بلغت تكلفته 29 يوان فقط (4,1 دولار أميركي). وانخفضت حركة الركاب بين 25 يناير و14 فبراير بنسبة 75% مقارنةً بنفس الفترة من عام 2019.[64]
- إيطاليا: بسبب تفشي المرض وما تلاه من إغلاق وطني تام، أُلغيت آلاف الرحلات الجوية من إيطاليا وإليها.[65]
- تركمانستان: أُعيد توجيه جميع الطائرات القادمة إلى تركمانستان من الخارج إلى مطار تركمان أباد الدولي منذ مارس 2020 لمنع دخول عدوى فيروس كورونا وانتشارها. يجري فحص المسافرين القادمين من خارج تركمانستان بحثًا عن علامات وجود إصابة فعالة، بالأخص قياس درجة حرارة. يُنقل الزوار المشتبه بإصابتهم في أثناء الفحص إلى مستشفى مخصص. إن المركز الطبي للمطار مجهز بمعدات حماية شخصية. وبعد اجتياز فحص طبي معين، تغادر الطائرة وعلى متنها الركاب إلى عشق آباد. يسافر المغادرون من تركمانستان من مطار عشق أباد الدولي. يُسمح للأشخاص المصرح لهم فقط للأغراض الدبلوماسية والرسمية والإنسانية بدخول أراضي تركمانستان.[66]
- الولايات المتحدة: تنازلت شركات طيران متعددة عن رسوم تغيير الحجز الجوي وإلغائه في أثناء تفشي فيروس كورونا بطلب من السيناتور ريتشارد بلومنتال. وفي الفترة بين 20 يناير و7 مارس 2020، انخفضت أسعار الأسهم في شركات الطيران الأميركية بنسبة 30%.[67] انخفضت أيضًا أسعار الرحلات الجوية للرحلات المحلية.[68]
- هونغ كونغ: انخفض عدد الوافدين في فبراير 2020 لأكثر من 96%.[69]
- تايلاند: انخفض عدد الوافدين في فبراير 2020 بنسبة 44.3%.[70]
- سريلانكا: انخفض عدد الوافدين في فبراير 2020 بنسبة 17.7%.[71]
- اليابان: انخفض عدد الوافدين في فبراير 2020 بنسبة 58.3%.[72]

## أثر الجائحة حسب القطاع

### شركات تصنيع الطائرات
- وقد خفضت إيرباص إنتاجها للجناح على المصانع في بروتون وفيلتون وبريمن، وقللت ساعات العمل في المواقع، وقد علقت الإنتاج في مواقعها الفرنسية والإسبانية لعدة أيام قبل استئناف جزئي في 23 مارس/آذار، خُفض الإنتاج الشهري إلى أربعة طائرات من طراز A220s، وأربعون طائرة من طراز A320، وطائرتين من طراز A330s وست طائرات من طراز A350s،[73] وسلمت إيرباص 122 طائرة في الربع الأول، أي أقل بـ 40 طائرة مقارنة بالعام السابق، ولم يتسن تسليم 60 طائرة بسبب قيود السفر، فقد هبطت إيرادات االطائرات بنسبة 22% إلى 7.5 مليار يورو، وانخفضت الأرباح بنسبة 82% إلى 57 مليون يورو، وانخفضت الأرباح المُعدلة قبل الفوائد والضرائب بنسبة 59% إلى 191 مليون يورو، وكان التدفق النقدي الحر للشركة سلبيًا بلغ 8 مليارات يورو، بما في ذلك عقوبات الرشوة التي بلغت 3. 6 مليار يورو، والتي كانت مماثلة للعقوبات السلبية في العام السابق والتي بلغت 4.3 مليار يورو، وفي الربع الأول، انخفض إجمالي أرباح إيرباص المُعدلة قبل الفوائد والضرائب بمقدار النصف إلى 281 مليون يورو، كما تكبدت خسارة صافية بلغت 481 مليون يورو (مقارنة بأرباح بلغت 40 مليون يورو في العام السابق) وينبغي خفض النفقات الرأسمالية بمقدار 700 مليون يورو إلى 1.9 مليار يورو في عام 2020.[74]
- جمدت بوينغ عمليات التوظيف، وأفيد أنها أوقفت الموظفين بسبب عدد كبير من عمليات الإلغاء، التي تجاوزت عدد الطلبات الجديدة في فبراير/شباط 2020،[75] تبين في 11 مارس/آذار أن بوينغ ستمارس كامل تسهيلات القروض التي حصلت عليها في فبراير/شباط بقيمة 13.8 مليار دولار أمريكي، وقبل الوباء، كانت أعمال بوينغ تتأثر حظر طيران بوينغ 737 ماكس 2019،[73] وأوقفت بوينغ الإنتاج إلى أجل غير مسمى في بوينغ ساوث كارولينا والمنطقة بوغيت ساوند، واشنطن بحلول 7 أبريل/نيسان، مما أوقف تجميع طائراتها التجارية تمامًا،[74] وأعلنت بوينغ عن إصلاح هيكل الإدارة في 21 أبريل/نيسان.[76]
- أعلنت شركة بومباردييه في 26 مارس/آذار 2020 عن تعليق معظم الإنتاج الكندي في أونتاريو (لمدة أسبوعين) وكيبك (حتى 13 أبريل/نيسان)، بالإضافة إلى وقف الإنتاج في أيرلندا الشمالية، وقد قامت الشركة بتسريح حوالي 12400 ألف من الموظفين في كندا (70 في المائة من القوى العاملة).[77]
- وقد أبلغ إمبراير عن تأجيل طلبات طائراته التجارية،[78] كما علق إرشداته المالية لعام 2020،[78] وقد أعلنت شركة بوينج 25 أبريل/نيسان أنها أنهت المشروع المشترك بين بوينغ وإمبراير بعد انتهاء مهلة التأخير في 24 أبريل/نيسان، وأرجع ذلك إلى فشل إمبراير في تلبية الشروط،[79] وفي وقت لاحق من 25 أبريل/نيسان، أكد إمبراير أنه قد استوفى شروط التوطيد للمضي قدمًا، وأنها ستطلب تعويضاً عن إنهاء بوينج غير المشروع المزعوم للصفقة، وعزا محللو الصناعة تصرفات بوينغ إلى انهيار الطلب على الطائرات نتيجة للوباء، ورغبة في تجنب التصور المثير للجدل بأن أموال الإغاثة الحكومية ضد الجائحة التي تهدف إلى دعم الوظائف الأمريكية صُرفت بدلاً من ذلك لشركة برازيلية.
- تخطط شركة رولز رويس القابضة لتصنيع المحركات الجوية لخفض 9,000 وظيفة في القسم المدني للفضاء، وتؤثر بشكل أساسي على موقعها في المملكة المتحدة في دربي.[80]

### المطارات
- قدر مجلس المطارات الدولي (ايه سي اي) في 5 أيار/مايو أن حركة المسافرين في جميع أنحاء العالم ستبلغ في عام 2020 أقل من نصف ما كان متوقعًا في السابق للسنة.[81]
- ولاحظ المجلس الدولي للمطارات (ايه سي اي) بحلول منتصف أبريل انخفاضًا بنسبة 95% في حركة المرور في 18 مطار في أسواق الطيران الرئيسية في آسيا ومنطقة المحيط الهادئ والشرق الأوسط.[82]
- وقد أغلق مطار ويستشستر كاونتي للخطوط الجوية منذ حوالي شهر بدءًا من 27 إبريل لمشروع إعادة تعبئة المدرج الرئيسي، وكان من المقرر في الأصل أن يضُطلع به في مراحل متأخرة ليلًا على مدى أربعة أشهر، وقد اتخذ قرار إغلاق المشروع والتعجيل به لأن عدد الرحلات الجوية اليومية قد انخفض انخفاضًا كبيرًا، وهذا هو أول إغلاق كامل لمطار تجاري للولايات المتحدة لأسباب تتعلق بالوباء.[83]
- خفضت المطارات البريطانية خطط التوسع التي تقدر بمليار جنيه إسترليني.[84]

### الحكومات
- أعلنت إدارة الطيران الفيدرالية في الولايات المتحدة في 23 نيسان/أبريل أنها خفضت ساعات تشغيل أكثر من 100 برج مراقبة وقامت بإيقاف مرافق مراقبة الاقتراب من محطة الرادار، مشيرة إلى انخفاض حركة الطيران بنسبة تصل إلى 96%، وقد نُصح الطيارون بأنه من الممكن أن تكون بعض الخدمات غير متوفرة دوريًا مثل: خدمات التحكم في حركة المرور الجوية ونهج نظام هبوط المعدات.[85]

### المنظمات الأخرى
- أُلغيت أو أُجلت العديد من المناسبات الاجتماعية للطيران العام في الولايات المتحدة واحتفالات الخاصة بفلاي إن (fly-in)، والتي كان من المقرر أن تقام في ربيع عام 2020، ومن بينها سان اند فان( Sun 'n Fun) والعديد منها قام بتنظيمها رابطة مالكي الطائرات والطيارين(AOPA).[86]
- في 1 أيار/مايو، أعلن المدير التنفيذي لرابطة الطائرات التجريبية ورئيس مجلس الإدارة جاك بيلتون إلغاء مشروع أوشكوش إير فينتشر (AirVenture Oshkosh) لعام 2020، مستشهدًا بعدم اليقين بشأن قيود كوفيد-19 الاجتماعية التي فرضتها ولاية ويسكونسن.[87]
- توقفت شركة تأجير الطائرات«جيت سيوت» (JetSuite) عن عمليات الطيران في 15 أبريل/نيسان، وقدمت الشركة الأم دعوى إفلاس في 28 أبريل/نيسان؛ وأعلن الرئيس التنفيذي أليكس ويلكوكس انهيار الشركة بنسبة 90% في الأعمال بسبب أوامر الإقامة في المنزل الواسعة النطاق.[88]
- وقد بلغت شركة سيبر للتكنولوجيا في مجال السفر ثلث قوتها العاملة في 23 نيسان/أبريل، مستشهدة بانخفاض قدره 81 في المائة في الإيرادات بسبب الانخفاض الشديد في حجوزات الطيران وغيرها من حجوزات السفر، وكانت سيبر قد خفضت الرواتب بنسبة 20% في السابق، وأوقف اشتراكات المعاشات التقاعدية بخطة كيه401 (401(k)) ، وخفّض نفقات أخرى مختلفة، وحصل على قرض بقيمة 1.1 مليار دولار أمريكي، ولكن هذه الخطوات لم تعوض الخسائر.[62]

## السفر وانتشار فيروس كورونا
قد تورط المسافرون في انتشار فيروس كورونا باستخدام الطائرات، ولاحظت منظمة الصحة العالمية أن «انتقال العدوى قد يحدث بين الركاب الجالسين في نفس منطقة الطائرة، عادًة ما يكون نتيجة لسعال أو عطس الشخص المصاب أو باللمس»، ووسط وباء فيروس كورونا، قام بعض الأفراد بشراء تذاكر طيران مخفضة للسفر، بعض الأشخاص، بما في ذلك الأشخاص الذين ينتمون إلى جيل زد، وإلى جيل الألفية، حضر احتفالات عطلة الربيع على الرغم من التحذيرات بالبقاء في المنزل، وقد اُختبر عدد كبير من الشباب البالغين إيجابية لفيروس كورونا لدى عودتهم من احتفالات عطلة الربيع، ومن بينهم أشخاص من تكساس الذين يقضون عطلة في كابو، وهم أربعة وأربعين شخصًا إيجابيًا.

## التحكم في الخطر
ووفقا للمراكز الأمريكية السيطرة على الامراض والوقاية منها، إذا مرض شخص على متن طائرة، فان ضوابط الخطر المناسبة لحماية العمال والركاب الأخرين تشمل فصل الشخص المريض عن الاخرين بمسافة 6 أقدام، وتعيين أحد افراد الطاقم لخدمة المريض، وتقديم قناع طبي للشخص المريض أو الطلب من الشخص المريض بتغطية فمه وأنفه بالمنديل عند السعال أو العطس، ويجب على طاقم الطائرة ارتداء قفازات طبية يمكن التخلص منها عند الاقتراب من المسافر المريض أو لمس سوائل الجسم أو الأسطح التي يحتمل أن تكون ملوثة، وربما استخدام معدات وقاية شخصية إضافية إذا كان المسافر المريض يعاني من حمى أو سعال مستمر أو صعوبة في التنفس، كما يجب التخلص من القفازات وغيرها من المواد التي يمكن التخلص منها في كيس مصمم لخطر بيولوجي، وتنظيف الأسطح الملوثة وتطهيرها بعد ذلك.

## بحسب القطاع

### مصنّعي المركبات الجوية
مع انخفاض الطلب، انخفضت القيم بنسبة 2% إلى 22% بين يناير ومايو 2020 للمركبات الجوية القديمة، ومعدلات الإيجار بنسبة 4% إلى 26%.
- خفضت شركة إيرباص إنتاج الجناح الخاص بها في مصانعها في بروتون وفيلتون وبريمن، وخفضت ساعات العمل أيضًا. علقت مواقعها الفرنسية والإسبانية الإنتاج لعدة أيام قبل استئناف جزئي في 23 مارس. وخفّضت الإنتاج الشهري إلى أربع طائرات A220، وأربعين طائرة A320، وطائرتين من طراز A330، وست طائرات A350. سلمت شركة إيرباص 122 طائرة في الربع الأول، وكان ذلك أقل بـ 40 طائرة من العام السابق، ولم تستطع تسليم 60 طائرة بسبب القيود المفروضة على السفر. وانخفضت عائدات شركة الطيران بنسبة 22% لتصل إلى 7.5 مليار يورو، وانخفضت الأرباح بنسبة 82% لتصل إلى 57 مليون يورو، وانخفضت الأرباح قبل احتساب الفائدة والضريبة بنسبة 59% لتصل إلى 191 مليون يورو. كان التدفق النقدي الحر للشركة سلبيًا بقيمة 8 مليارات يورو، إذ شمل ذلك عقوبات الرشوة 3.6 مليار يورو، على غرار الـ 4.3 مليار يورو التي دُفعت في العام السابق. في الربع الأول، انخفض إجمالي الأرباح المصحح إلى النصف إلى 281 مليون يورو، وخسرت مبلغًا صافيًا قدره 481 مليون يورو (مقارنة بأرباح 40 مليون يورو في العام السابق). في عام 2020، ينبغي أن تنخفض النفقات الرأسمالية بمقدار 700 مليون يورو إلى 1.9 مليار يورو.[95]
- جمدت شركة بوينغ تعيين الموظفين وسرّحت عددًا من الموظفين بسبب عدد كبير من عمليات الإلغاء التي تجاوزت الطلبات الجديدة في فبراير 2020. في 11 مارس، كُشف عن أن بوينغ ستستخدم كامل مرافق القروض البالغة 13.8 مليار دولار أمريكي (والتي حصلت عليها في فبراير). قبل الوباء، تأثرت أعمال الشركة بحظر طيران بوينغ 737 ماكس 2019. بحلول 7 أبريل، أوقفت بوينغ الإنتاج إلى أجل غير مسمى في بوينغ ساوث كارولينا وبوجيه ساوند، واشنطن، مما أدى إلى إيقاف تجميع طائراتها التجارية تمامًا. في 21 أبريل، أعلنت بوينغ عن إصلاح شامل للهيكل الإداري. في 27 مايو، أعلنت عن خططها لتسريح 12 ألف موظف، في حين أنها لم تعلن عن أي طلبات جديدة في أبريل 2020.[96]
- أعلنت بومباردييه في 26 مارس 2020 عن تعليق معظم الإنتاج الكندي في أونتاريو (لمدة أسبوعين) وكيبيك (حتى 13 أبريل)، بالإضافة إلى وقف الإنتاج في أيرلندا الشمالية. أُعطي 12400 موظف بومباردييه في كندا (70 في المئة من القوة العاملة) أذونات بالغياب لمدة غير معروفة.[97]
- ذكرت امبراير تأجيل طلبيات طائراتها التجارية. وعلّقت توجيهاتها المالية لعام 2020. في 25 أبريل، أعلنت شركة بوينغ أنها أنهت المشروع المشترك بينها وبين إمبريار بعد انتهاء فترة التأخير في 24 أبريل، ونسبته إلى فشل إمبريار في تلبية الشروط. وفي وقت لاحق يوم 25 أبريل، أكدت شركة إمبريار أنها قد استوفت شروط المضي قدمًا في التوحيد، وأنها ستطلب تعويضًا عن إنهاء بوينغ للصفقة بشكل خاطئ. وعزا محللو الصناعة تصرفات بوينغ إلى انهيار الطلب على الطائرات الناجم عن الوباء، وإلى الرغبة في تجنب التصور المثير للجدل المحتمل بأن أموال الإغاثة من الجائحة الحكومية التي تهدف إلى دعم الوظائف الأمريكية دُفعت بدلًا من ذلك إلى شركة برازيلية.[98]
- أعلنت شركة جنرال إلكتريك في 23 مارس 2020 أنها ستخفض عُشر الموظفين في قسم محركها النفاث، بما يصل إلى حوالي 2500 موظف، بالإضافة إلى إجلاء حوالي نصف موظفي الصيانة والإصلاح.[99]
- خططت شركة رولس رويسي لتصنيع محركات أريو لإلغاء 9000 وظيفة، في قسم الطيران المدني بشكل رئيسي، وأثرت بشكل أساسي على موقعها في المملكة المتحدة في ديربي.[100]
- أعلنت شركة تيكسترون إنك، الشركة الأم لشركة تيكسترون أفياشن وبيل هيليكوبتر عن تسريح 1950 موظف.[101]

### المطارات
- في 5 مايو، قدّر مجلس المطارات الدولي (ACI) العالمي أنه في عام 2020، ستصل حركة الركاب في جميع أنحاء العالم إلى أقل من نصف ما كان متوقعًا سابقًا لهذا العام.
- بحلول منتصف أبريل، لاحظ المجلس الدولي للمطارات (ACI) انخفاضًا بنسبة 95% في حركة المرور في 18 مطارًا في أسواق الطيران الرئيسية في آسيا والمحيط الهادئ والشرق الأوسط.[102]
- أغلق مطار مقاطعة ويستتشستر أمام شركات الطيران لمدة شهر تقريبًا بدءًا من 27 أبريل لمشروع إعادة رصف مدرج رئيسي، والذي كان من المقرر أصلًا تنفيذه على مراحل في وقت متأخر من الليل على مدى أربعة أشهر. اتُّخذ قرار إغلاق المشروع وتعجيله لأن عدد الرحلات اليومية قد انخفض بشكل كبير. كان هذا أول إغلاق كلي لمطار تجاري أمريكي لأسباب تتعلق بالوباء.[103]
- ألغت المطارات البريطانية خطط التوسع التي تبلغ قيمتها مليار جنيه استرليني.[104]
- على الرغم من انخفاض حركة المرور بشكل ملحوظ عن المعتاد، كان مطار دالاس/فورت وورث الدولي (DFW) من أكثر المطارات ازدحامًا في العالم في مايو 2020 بالنسبة لحركة الطائرات. زادت جهود شركة الخطوط الجوية الأمريكية (أميركان إيرلاين) لتقليص المسارات من نقطة إلى نقطة، وجعل حركة المرور بدلًا من ذلك عبر محور خطوط المطار الجوية مما سيزيد من أهمية المطار في نظام السفر الجوي المحلي الأمريكي، مما أدى إلى زيادة حجم حركة المرور عن تلك الموجودة في مطار أوهير الدولي الأكثر ازدحامًا في العادة، ومطار هارتسفيلد-جاكسون أتلانتا الدولي بهامش كبير.[105]
- أُغلق مطار أورلي في باريس أمام حركة المرور التجارية من 1 أبريل إلى 25 يونيو 2020.[106]

### المنظمين
- في مارس 2020، أعلنت إدارة الطيران الفيدرالية الأمريكية (FAA) أنها لن تتخذ إجراءات إنفاذ ضد الطيارين الذين انتهت صلاحية شهاداتهم الطبية بين 31 مارس و30 يونيو، بسبب صعوبة جدولة المواعيد مع فاحصي طب الطيران المعتمدين. في يونيو، توقعت القوات المسلحة الأنغولية تمديد الاستثناء.[107]
- أعلنت إدارة الطيران الفيدرالية (FAA) في 23 أبريل عن انخفاض في ساعات العمل لأكثر من 100 برج تحكم ومراقبة جوية، مشيرة إلى انخفاض في الحركة الجوية بنسبة تصل إلى 96%، وأُخبر الطيارون بأن بعض خدمات مراقبة الحركة الجوية ونُهج نظام هبوط الأدوات قد تكون غير متوفرة بشكل دوري.[108]

### الحكومة
- في 8 يونيو 2020، أبرم حزب الشعب النمساوي المحافظ صفقة دعم للخطوط الجوية النمساوية (إحدى شركات لوفتهانزا) مقابل 150 مليون يورو من منح دافعي الضرائب، و300 يورو من القروض المصرفية التي ستُسدّد لاحقًا. كان هذا أقل بكثير من المتوقع (تقدمت شركة الخطوط الجوية النمساوية للحصول على 767 مليون يورو)، وجاء ذلك في ظل شروط صارمة (طُبّق بعضها أيضًا على شركات طيران أخرى تعمل في النمسا) لتقييد عمليات شركات الطيران للمسافات القصيرة، وحظر التذاكر الرخيصة الأقل من 40 يورو، ودفع ضريبة بيئية بقيمة 12 يورو على كل تذكرة، وعلى نصف انبعاثات ثاني أكسيد الكربون بحلول عام 2030.[109][110]

### منظمات أخرى
- أُلغي أو تأجّل العديد من الأحداث الاجتماعية التي تجريها هيئات الطيران العام والرحلات الجوية المقرر إجراؤها في ربيع عام 2020 في الولايات المتحدة، بما في ذلك سن إز فن والعديد من الأحداث التي تحييها عادة جمعية ملاك الطائرات والطيارين.[111]
- في 1 مايو، بسبب حالة عدم التأكد بشأن القيود الاجتماعية الناتجة عن كوفيد-19 التي تفرضها ولاية ويسكونسن، أعلن الرئيس التنفيذي لجمعية الطائرات التجريبية ورئيس مجلس الإدارة جاك جيه. بيلتون إلغاء عرض أيرفينتشر أوشكوش لعام 2020.[112]
- أوقفت شركة جيت سويت الجوية لتأجير الطائرات عمليات الطيران في 15 أبريل وكانت على وشك الإفلاس في 28 أبريل، أرجع الرئيس التنفيذي أليكس ويلكوكس انهيار الشركة إلى انخفاض بنسبة 90% في الأعمال بسبب الطلبات الواسعة للبقاء في المنزل.[113]
- قامت شركة سابر كوربوريشن لتكنولوجيا السفر بإجلاء ثلث قوتها العاملة في 23 أبريل، مستشهدة بانخفاض بنسبة 81% في الإيرادات بسبب الانخفاض الكبير في شركات الطيران وحجوزات السفر الأخرى. كانت سيبر قد خفضت الرواتب سابقًا بنسبة 20%، وعلقت مساهمات التقاعد التابعة لخطة 401 (ك)، وقطعت مصروفات أخرى مختلفة، وحصلت على قرض بقيمة 1.1 مليار دولار أمريكي، لكن هذه الخطوات فشلت في تعويض الخسائر.

## حسب البلد

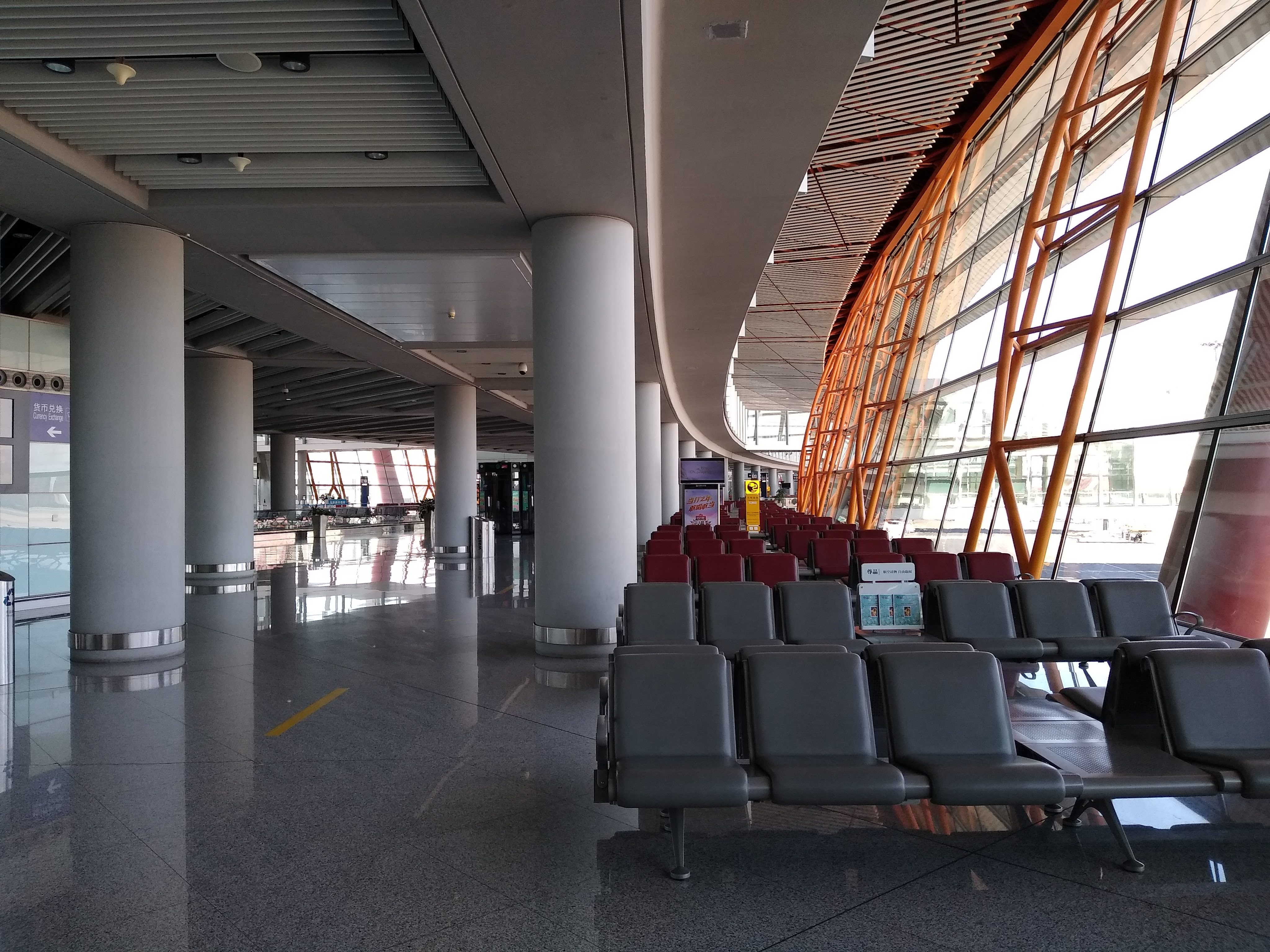
مطار العاصمة بكين الدولي، خاليًا

- الصين: أُلغي حوالي ثلثي الرحلات الدولية من وإلى الصين في فبراير 2020. وشهدت الرحلات بين اليابان والصين انخفاضًا بنسبة 60% في حركة المرور، بينما شهدت الولايات المتحدة والصين انخفاضًا بنسبة 86%. وبالمثل، أُلغي ثلثي الرحلات الداخلية داخل الصين، إذ بلغ عدد الرحلات حوالي 10 آلاف رحلة يوميًا، بينما انخفضت أسعار تذاكر الرحلات المتبقية، وأفادت صحيفة ساوث تشاينا مورنينج بوست أن تكلفة رحلة لمدة ثلاث ساعات بين شنغهاي وتشونغتشينغ أصبحت بكلفة أقل من 29 يوان (4.1 دولار أمريكي). وانخفضت حركة المسافرين بين 25 يناير و14 فبراير بنسبة 75% مقارنة بالفترة نفسها من عام 2019. منذ 23 مارس 2020، حُوّلت جميع رحلات الركاب الدولية المتجهة إلى بكين إلى اثني عشر نقطة دخول أولى محددة، بموجب إرشادات إدارة الطيران المدني في الصين CAAC)). منذ 29 مارس، خُفّضت جميع الرحلات الدولية من وإلى الصين، مع تحديد الرحلات. منذ 4 يونيو، قررت الهيئة العامة للطيران المدني السماح لمزيد من شركات الطيران الأجنبية بتشغيل رحلات الركاب إلى الصين اعتبارًا من 8 يونيو، بينما ستُنفّذ أيضًا إجراءات «فاصم الدارة».[114]
- فيجي: في أبريل 2020، علقت خطوط فيجي الجوية جميع الرحلات الدولية وأغلق المطار الدولي الرئيسي في نادي. ونتيجة لذلك، سرّحت شركة الطيران الوطنية أكثر من 700 موظف. في 26 مايو، أصدرت الحكومة ضمانات لدعم مبادرات بقيمة 450 مليون دولار سنغافوري (208 مليون دولار أمريكي) تهدف إلى تعزيز الاحتياطيات النقدية لخطوط فيجي الجوية.[115]
- الهند: تشير التقديرات إلى أن خسارات شركات الطيران الهندية تبلغ حوالي 600 مليون دولار أمريكي (لا تشمل شركة أير إنديا المملوكة للدولة) في الأشهر من يناير حتى مارس. تخطط حكومة الهند لحزمة إجراءات بهدف إنقاذ صناعة الطيران عبر تزويدها بمبلغ يصل إلى 120 مليار جنيه إسترليني (1.6 مليار دولار أمريكي).[116]
- إندونيسيا: في 2 أبريل 2020، منعت إندونيسيا الأجانب من دخول حدودها. اعتبارًا من 24 أبريل حُظرت جميع رحلات الركاب، باستثناء تلك التي تحمل أفراد وإمدادات طبية أو التي تحمل المواطنين الإندونيسيين العائدين من الخارج، والأجانب المسافرين من إندونيسيا.
- إيطاليا: بسبب التفشي والحظر الوطني الذي أعقب ذلك، أُلغيت آلاف الرحلات الجوية من وإلى إيطاليا.
- موريشيوس: اعتبارًا من مارس 2020، عُلّقت جميع الرحلات الدولية إلى موريشيوس. أدخلت شركة طيران موريشيوس الوطنية الإدارة التطوعية بعد تكبدها خسائر لسنوات طويلة.
- نيبال: بدءًا من مارس 2020 ومن أجل منع وصول وانتشار عدوى الفيروس التاجي، حُظر وصول جميع الطائرات بما في ذلك المحلية والدولية (باستثناء الرحلات الإنسانية) إلى نيبال. باكستان: سمحت حكومة باكستان باستئناف الرحلات الجوية المحلية، بعد تعليقها خلال جائحة كوفيد-19 في 16 مايو. بعد ستة أيام، تحطمت رحلة الخطوط الجوية الباكستانية الدولية رقم 8303 في كراتشي من لاهور.[117]
- الفلبين: توقعت الهيئة الوطنية للاقتصاد والتنمية خسارة ما لا يقل عن 1.2 مليون سائح على في حال استمرار الوباء بحلول يونيو 2020.
- جنوب أفريقيا: وُضعت شركة الخطوط الجوية الجنوب أفريقية في قائمة طلبات الحماية من الإفلاس في ديسمبر 2019. ومع انتشار الوباء المؤدي إلى التوقف الكامل لجميع الرحلات الجوية، ورفض الحكومة توفير المزيد من التمويل، اتجهت شركة الطيران إلى عملية التصفية، اعتمادًا على نتيجة المفاوضات مع النقابات والعمال بشأن التخفيضات.[118]
- تركمانستان: اعتبارًا من مارس 2020، ومنع وصول وانتشار الفيروس التاجي، تُعاد جميع الطائرات القادمة إلى تركمانستان من الخارج إلى مطار تركمانابات الدولي. يُفحص الركاب القادمين من خارج تركمانستان بحثًا عن علامات العدوى النشطة، عبر قياس درجة حرارة الجسم بشكل أساسي. يُنقل الزوار الذين أُبلغ عنهم أثناء الفحص إلى مستشفى مخصص، وجُهّز مركز طبي داخل المطار مزود بمعدات الحماية الشخصية. بعد اجتياز الفحص الطبي، تغادر الطائرة مع ركابها إلى عشق آباد. وتُغادر الطائرات من تركمانستان من مطار عشق أباد الدولي. يُسمح للأشخاص المصرح لهم فقط للأغراض الدبلوماسية والرسمية والإنسانية بدخول أراضي تركمانستان.[119]
- الولايات المتحدة: تنازلت شركات طيران متعددة عن رسوم تغييرات وحجز رحلات الطيران أثناء تفشي الفيروس التاجي بعد طلب من السيناتور ريتشارد بلومنتال. بين 20 يناير و7 مارس 2020، انخفضت أسعار الأسهم في شركات الطيران الأمريكية بنسبة 30%. وانخفضت أسعار الرحلات الجوية للرحلات الداخلية.[120]

في 25 مارس، أقر مجلس الشيوخ الأمريكي مشروع قانون يخصص 58 مليار دولار على شكل قروض وضمانات للشركات المرتبطة بالطيران، بما في ذلك 25 مليار دولار لشركات الركاب و4 مليار دولار لشركات الشحن، بالإضافة إلى 17 مليار دولار لشركات «وجودها أساسي من أجل الحفاظ على الأمن القومي» مثل بوينغ. لن يُسمح لشركات الطيران المستفيدة من مشروع القانون بزيادة الأجور التنفيذية، أو بإصدار أرباح أو إعادة شراء الأسهم خلال فترة المساعدة.

## السفر وانتشار فيروس كورونا
كان لاستخدام الطائرات من قبل المسافرين دور في انتشار الفيروس التاجي. ولاحظت منظمة الصحة العالمية أن «انتقال العدوى قد يحدث بين الركاب الجالسين في نفس منطقة الطائرة، عادة نتيجة السعال أو العطس عند المصاب أو عن طريق اللمس». وسط جائحة فيروس كورونا، اشترى بعض الأفراد تذاكر طيران ذات أسعار منخفضة. حضر بعض الأشخاص، بمن فيهم أولئك الذين ينتمون إلى الجيل زد، بالإضافة إلى جيل الألفية، احتفالات عطلة الربيع على الرغم من التحذيرات بالبقاء في المنزل. ثبت أن العديد من هؤلاء الشباب كانوا مصابين بالفيروس التاجي عند عودتهم من احتفالات عطلة الربيع، من بين أولئك الذين قضوا العطلة في تكساس في كابو كان هناك أربعة وأربعون شخصًا مصابين بالفيروس.

## ضوابط الخطر
وفقًا للمراكز الأمريكية لمكافحة الأمراض والوقاية منها، إذا أصيب شخص ما على متن طائرة، فإن ضوابط الخطر المناسبة لحماية العمال والركاب الآخرين تشمل فصل الشخص المريض عن الآخرين بمسافة 6 أقدام، وتعيين فرد واحد من أفراد الطاقم لخدمة المريض، وتقديم قناع للوجه للمريض أو يطلب من المريض تغطية فمه وأنفه بالأنسجة عند السعال أو العطس. يجب على طاقم الطائرة ارتداء القفازات الطبية التي يمكن التخلص منها عند التعامل مع مسافر مريض أو عند لمس سوائل الجسم أو الأسطح الملوثة، وربما معدات حماية شخصية إضافية إذا كان المسافر المريض يعاني من الحمى أو السعال المستمر أو صعوبة في التنفس. يجب التخلص من القفازات والمواد الأخرى التي تستخدم لمرة واحدة في كيس خطر بيولوجي، ويجب تنظيف الأسطح الملوثة وتعقيمها بعد ذلك.